# Vallgornera Nou (possessió)
Vallgornera Nou és una possessió del terme de Llucmajor, Mallorca. Està situada a la marina, entre Solleric i Vallgornera Vell, i és una segregació de l'antiga possessió de Vallgornera Vell, ja documentada el 1631. El 1972 s'urbanitzaren els terrenys propers a la costa donant lloc a la urbanització de Vallgornera Nou.

## Construccions
Entre les construccions destaca una torre de defensa de planta circular aferrada a les cases, i un molí de vent fariner, documentat el 1859, amb el cintell de pedres irregulars, de 2 m d'alçada i amb dues escales. La seva torre és estreta i conserva el congreny inferior i part del superior, a més de l'arbre amb sis antenals, rodes i altres arreus de ferro.